# Paititi
Paititi oder Paytiti ist der Name der „Verlorenen Stadt der Inka“, des mysteriösen Zufluchtsorts der Inka im Osten Perus.

## Geschichte
Nach der Eroberung des Inkareiches durch Francisco Pizarro im Jahr 1533 zogen sich die letzten indianischen Widerstandskämpfer in die Bergfestung Vilcabamba zurück. Von dort aus führten sie fast vierzig Jahre lang einen zermürbenden Guerillakrieg gegen die spanischen Besatzer. Erst 1572 nahmen spanische Soldaten Vilcabamba in einem Handstreich ein und brachten den letzten Inka-Herrscher Túpac Amaru als Gefangenen nach Cusco (dort wurde er wenig später hingerichtet). Die Festung war zu diesem Zeitpunkt jedoch schon fast verlassen, die Bewohner waren zusammen mit den reichen Besitztümern der Inka-Herrscherkaste nach Osten in den unzugänglichen Regenwald geflohen.
2001 fand der italienische Archäologe Mario Polia in den Archiven der Jesuiten in Rom neue Hinweise auf Paititi: einen Bericht des Missionars Andrea Lopez. In dem Dokument, das aus der Zeit um 1600 stammt, beschreibt Lopez eine große Stadt, die reich an Gold, Silber und Edelsteinen sein soll, mitten im tropischen Urwald an einem Wasserfall liege und von den Einheimischen Paititi genannt werde. Lopez unterrichtete den Papst über seine Entdeckung. Verschwörungstheorien behaupten, dass die genaue Lage von Paititi seitdem vom Vatikan geheim gehalten werde.
In der Mythologie der Q'ero-Indianer ist Paititi der Ort der Entrückung des Inka-Königs (Inkarrí), von wo er bald auch wiederkommen wird, spätestens am Tage des Jüngsten Gerichts.
In den Massenmedien wird Paititi häufig mit Eldorado gleichgesetzt. Der Mythos von Eldorado hat seinen Ursprung jedoch im Hochland von Kolumbien und Venezuela und nicht in dem Perus.

## Expeditionen
Seit 1990 bemühen sich Forscher und Archäologen verstärkt, der Legende von Paititi auf die Spur zu kommen. Die Expeditionen führen in das weitgehend unerschlossene Madre-de-Dios-Gebiet östlich von Cuzco oder in die Region östlich des Titicacasees in Bolivien.
- 1925 – Percy Fawcett (Mato Grosso, verschollen)
- 1954 bis 1955 suchte der Bergfilmer und Abenteurer Hans Ertl nach Paititi in Bolivien. Das Resultat war der Expeditions- oder Kulturfilm Vorstoß nach Paititi.
- 1972 – Bob Nichols
- 1997 – Lars Hafskjold (Madre de Dios, Peru)
- Mai bis September 2001 - Koto-Mama-Expedition Phase III (Amazonas-Gebiet)
- 1984 bis 2002 – insgesamt 12 Expeditionen von Gregory Deyermenjian ins Madre-de-Dios-Gebiet
- 2002 – Jacek Palkiewicz (Madre-de-Dios)
- Juni 2004 – Gregory Deyermenjian
- 2005 – Expedition von Thierry Jamin und Herbert Cartagena. (12° 10′ S, 72° 21′ W Quadratischer Hügel, genau ersichtlich in der Expeditionsdokumentation)

Es heißt, die Ergebnisse der Expeditionen seien vielversprechend. Es wurden Inka-Pfade, Petroglyphen sowie Siedlungsreste und Ruinen gefunden. In den Jahren 2006 und 2009 wurden weitere Expeditionen durchgeführt.

## Popkultur
Im Videospiel Shadow of the Tomb Raider (September 2018) aus der Tomb-Raider-Serie begibt sich Archäologin Lara Croft nach Lateinamerika. Ihre Abenteuer führen die Actionheldin auch nach Paititi.